# Boteiro
Il boteiro è la figura più rappresentativa dell'Entrudio oppure Carnevale della zona di Viana do Bolo (provincia di Ourense, Galizia, Spagna). A seconda dell'area di origine, i costumi e i comportamenti dei boteiros cambiano.

## Boteiro di Viana do Bolo

### Storia
Il boteiro è la figura più emblematica dell’Entrudio di Viana do Bolo. Anche se le sue origini probabilmente risalgono a tanti secoli fa, la configurazione odierna di questo personaggio si stabilisce nella decada degli anni 80 del XX secolo, quando a Viana do Bolo, il capoluogo del municipio, si produce una confluenza delle diverse tradizioni di Entrudio che esistevano nei piccoli paesi vicini: le comparsas e i fulións.

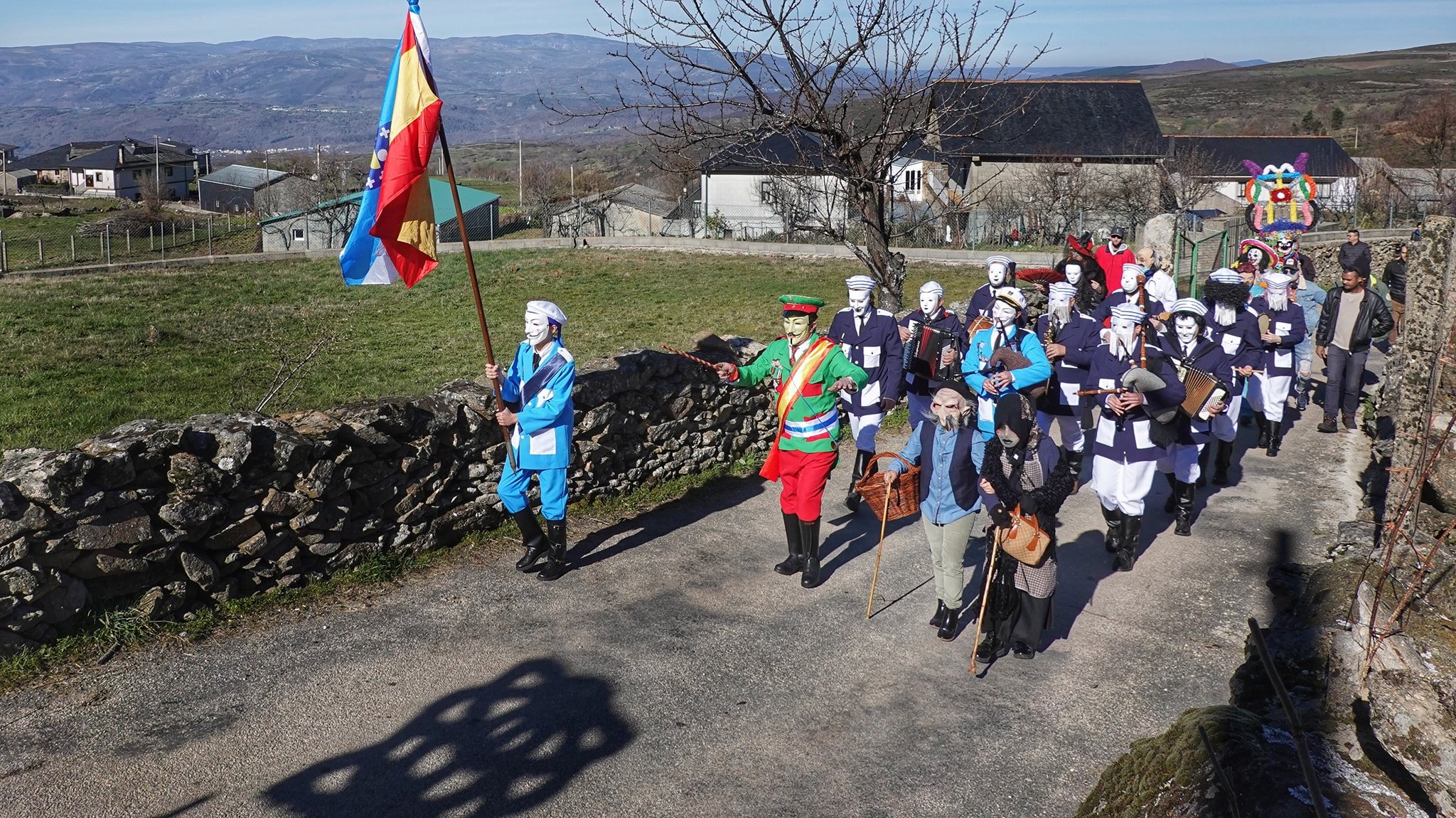
Comparsa in giro per il paese di Penouta (comune di Viana do Bolo)

Una comparsa è formata da un gruppo di giovani di ogni paese che durante l’Entrudio fa un giro negli altri comuni vicini per rappresentare delle opere teatrali umoristiche chiamate disputas. Queste comitive hanno una serie di personaggi fissi: il director (direttore), la señorita o madama (signorina), il paiaso (pagliaccio), i músicos (musicisti) e infine i de esquilas o vellos de esquilas (i “con le campanelle” o “vecchi con le campanelle”).

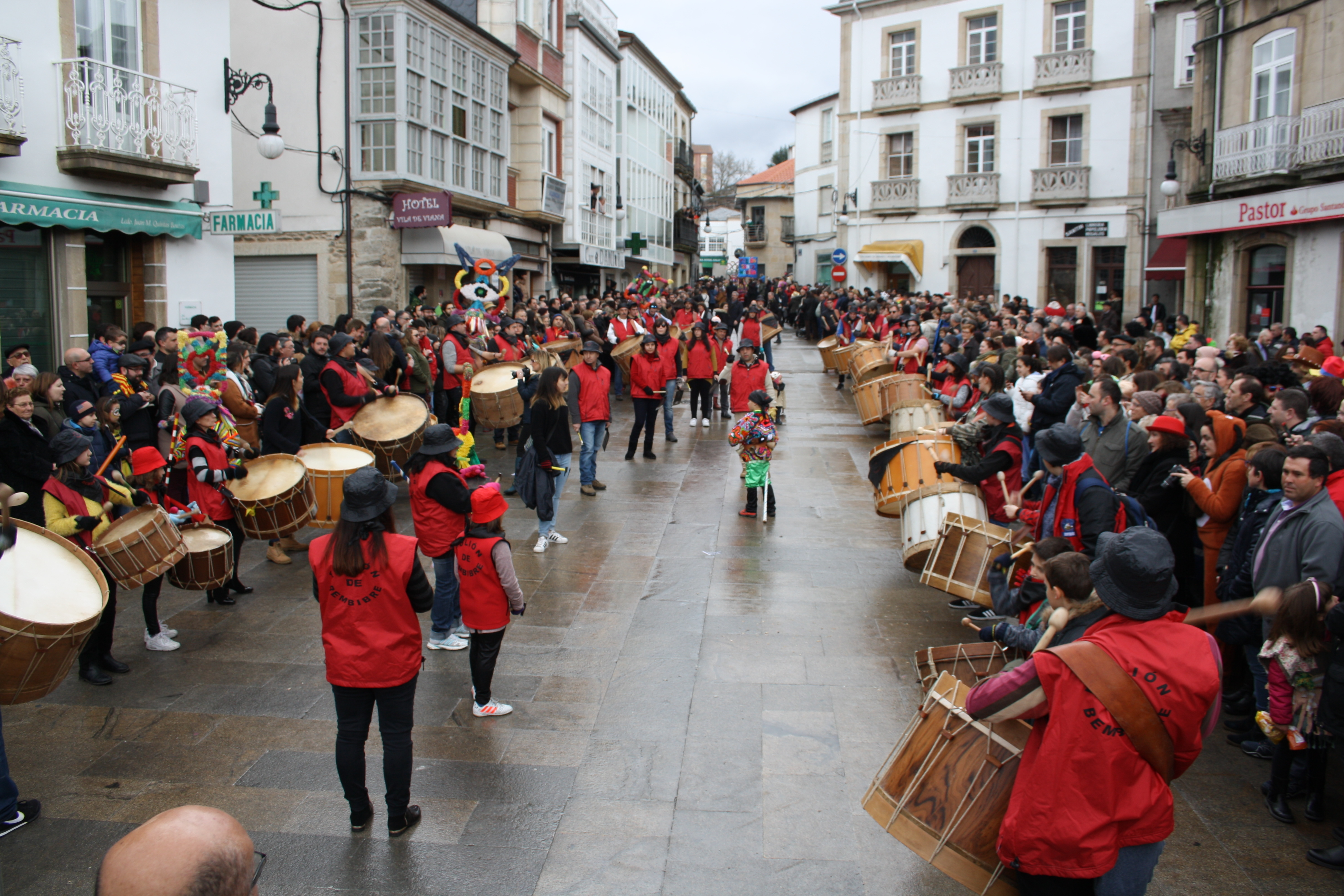
Fulión del paese di Bembibre alla piazza di Viana do Bolo

Un fulión è una comitiva che sfila per le vie dei paesini suonando un ritmo monotono con attrezzi agricoli e strumenti di percussione. Normalmente, un paese (o un insieme di paesi) condivide un suono che li distingue dagli altri paesi. I fulións uscivano la sera, appena finite le facende agricole, e le date variano a seconda del paese. In alcuni di questi fulións esisteva la figura del boteiro, anche se l’abbigliamento era diverso rispetto all’odierno.
Per capire il costume attuale del boteiro bisogna tenere conto che, dagli anni 80, le comparsas entrarono in decadenza a causa della mancanza di giovani fino a sparire negli anni 90. A quel punto i costumi dei vellos de esquilas delle comparsas passarono a utilizzarsi per il fulión e i boteiros, sostituendo il costume proprio del personaggio originale nella maggior parte dei paesi. Perciò, il boteiro di oggi è un’imitazione sofisticata del vestito dei vellos de esquilas con le funzioni degli antichi boteiros dei paesini.

### Funzione
La funzione del boteiro è (ed è sempre stata) una sola ed è strettamente legata al fulión, giacché consiste in annunciare la comitiva (fulión) e farle largo aprendole strada tra il pubblico. Per appartare il pubblico, il boteiro può spingere con le braccia, abbassare la testa per colpire o trascinare la monca davanti a sé mentre corre, indicando in questo modo agli spettatori lo spazio che va liberato. Inoltre, danza o salta tenendosi sulla monca con lo scopo di esibire la sua forza e abilità.

### Costume
- Maschera
La maschera del boteiro è un vero gioiello d’artigianato, giacché non ne esistono due uguali. Essa viene composta da due parti.
La parte superiore, che riceve il nome di pantalla, è fatta da un telaio di ferro che viene coperto da centinaia di fogli di carta velina piegati e tagliati che si incollano sulla suddetta struttura cercando una disposizione simmetrica dei colori.

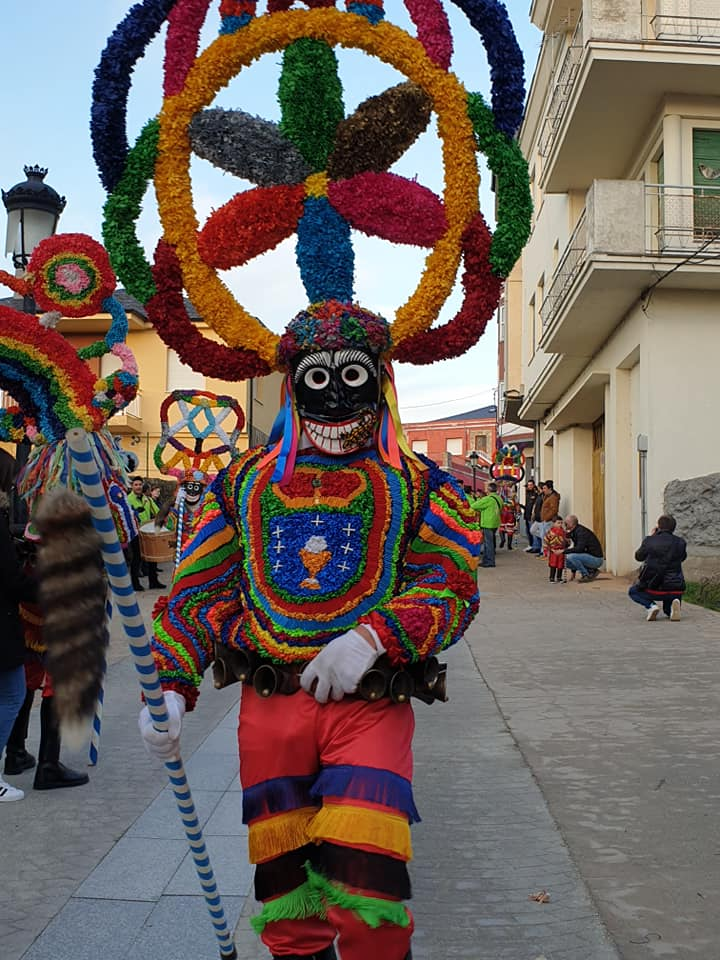
Boteiro di Viana do Bolo

Nella parte inferiore si trova la maschera di legno che va fissata alla struttura metallica tramite una sorta di casco. L’espressione facciale di queste maschere oscilla tra la beffa, con sorrisi sarcastici con denti ben visibili, e il proposito di intimidare e fare paura. Ciò spiega la presenza di rettili, tra cui il più frequente è il serpente. Possono avere anche facce di animali e non risulta strano che si aggiungano delle corna. La tradizione più diffusa è che la faccia si dipinga di nero, ma ci sono alcuni paesi le cui maschere lasciano la faccia del colore naturale del legno. Infine, nei lati della maschera di legno ci sono due cinghie che stringono la maschera al collo del boteiro e che rimangono oculte sotto i fogli di carta velina della parte posteriore (i quali coprono la funzione di capelli).
- Maglietta
La maglietta del boteiro è, assieme alla maschera, l’elemento in cui si manifesta maggiormente la creatività e il virtuosismo della tecnica. Su una maglietta di felpa vengono cucite più di mille metri di nastri coloriti. Anticamente, sul centro del petto e sulla schiena si mettevano motivi geometrici oppure disegni di forme semplici; adesso, invece, si fanno composizioni figurative più complesse.
- Camicia bianca e cravatta
Il costume del boteiro è un abbigliamento elegante e, di conseguenza, deve portare camicia bianca e cravatta.
- Guanti
I guanti sono un elemento essenziale perché contribuiscono a preservare l’anonimato totale del portatore della maschera.
- Monca
La monca è un bastone resistente che abitualmente oltrepassa i 170 cm di lunghezza e il cui grossore è di circa 2 cm. Si dipinge con colori vivi e nell’estremo superiore porta un ornamento che può essere un pompon, una nappina, dei nastri colorati o la coda di una volpe. Il boteiro usa la monca per appartare la gente, ma anche come asta per saltare.
- Esquilas
Per esquilas si intende sia la cintura da cui pendono delle piccole campane tipiche del bestiame bovino, sia le campane stesse. Queste vanno collocate in modo che, quando sono mosse, si produca un suono armonico, perciò si alterna una esquila maschio (suono grave) con un’esquila femmina (suono acuto) lungo tutta la cintura.
- Pantalone
Il pantalone abitualmente è rosso e ha delle frange che vanno messe o lungo la costura laterale esterna di ogni gamba, o in due/tre fasce parallele che circondano la gamba.
- Legues in nero
Le legues sono dei gambali in cuoio che coprono la zona del polpaccio e proteggono la parte inferiore del pantalone dal fango e dall’aqua.
- Stivali in nero